# Антал Киш
Антал Киш (мађ. Antal Kiss; Ђенђеш, 30. децембар 1935 — Татабања, 8. април 2021) био је мађарски атлетичар који се такмичио у више дисциплина брзог ходања, троструки учесник олимпијских игара. Био је члан АК Татабања из Татабање.
Његов највећи успех је сребрна медаља на 50 км на Летњим олимпијским играма 1968. у Мексико Ситију.

## Значајнији резултати
| Год.     | Такмичење                  | Место        | Плас.    | Дисциплина   | Резултат  |
| Мађарска | Мађарска                   | Мађарска     | Мађарска | Мађарска     | Мађарска  |
| -------- | -------------------------- | ------------ | -------- | ------------ | --------- |
| 1961.    | Светски куп у брзом ходању | Лугано       | 9.       | 20 км ходање | 1:37:39   |
| 1963.    | Светски куп у брзом ходању | Варезе       |          | 20 км ходање | 1:33:38   |
| 1964.    | Олимпијске игре            | Барселона    | 21.      | 20 км ходање | 1:38:27   |
| 1965     | Светски куп у брзом ходању | Пескара      |          | 20 км ходање | 1:29:09   |
| 1966.    | Европско првенство         | Будимпешта   | 6.       | 20 км ходање | 1:32:42,4 |
| 1968.    | Олимпијске игре            | Мексико Сити | 14       | 20 км ходање | 1:38:24   |
| 1968.    | Олимпијске игре            | Мексико Сити |          | 50 км ходање | 4:30:17,0 |
| 1970.    | Светски куп у брзом ходању | Ешборн       | 12.      | 50 км ходање | 4:20:31   |
| 1971.    | Европско првенство         | Хелсинки     | 11.      | 20 км ходање | 1:33:15,4 |
| 1971.    | Европско првенство         | Хелсинки     | 18.      | 50 км ходање | 4:26:53,6 |
| 1972.    | Олимпијске игре            | Минхен       | 26.      | 50 км ходање | 4:34:45,0 |